# 동성애 해방 전선
동성애 해방 전선(스페인어: Frente de Liberación Homosexual, 두문자어 FLH)은 아르헨티나의 동성애 권리 조직이다. 1971년 8월 라틴 아메리카의 첫 동성애 권리를 외쳤던 조직 누에스트로 문도(스페인어: Nuestro Mundo) 사이에서 결성되었으며 1976년 아르헨티나 쿠데타에서의 심한 탄압으로 인해 해체되었다.
FLH는 개인으로 움직였지만 아나키즘적인 조직 구조로서 서로 간의 접촉은 유지하는 반자율 단체로, 어떠한 행동이나 서류 등의 문제에 조정과 협업이 가능하였다. 전선에 소속되어 있던 대다수가 극좌였으며, 성소수자 권리 외에도 여성의 권리, 노동권 옹호와 함께 반제국주의 및 반자본주의를 표방하였다.
1973년과 1974년, 이전 후안 도밍고 페론이 반동성애 탄압에 관여했다는 것을 이유로 들며 반발했던 일부 회원들의 반대에도, 네스토르 페를롱헤르가 이끌던 FLH의 상당수가 페론주의를 내세웠다. 1973년 5월 엑토르 호세 캄포라의 취임식 및 같은 해 6월 에세이사 학살에 참여했다. 이후 1974년 말 페론이 다시 대통령이 되고 국가의 성적 행동을 억압하는 도덕 단체를 다시 들이며 페론주의와 멀어졌다.
1973년 9월 전선은 오모섹수알레스(스페인어: Homosexuales)라는 이름의 일회성 신문을 5천 부 발행하였고, 같은해 12월부터 1976년 1월까지는 소모스(스페인어: Somos)라는 제목의 잡지를 총 6호 발간하였다. 소모스는 자본주의, 가부장제, 이성애를 비판하고 성적 자유에 대한 유토피아적인 메시지를 담았다.
1974년 후안 페론의 사망 후 우익 준군사조직의 동성애 공격이 작아지면서 FLH의 구성원은 100명에서 12명가량으로 줄었다. 호세 로페스 레가가는 동성애자들을 말살하라고 지시하였으며, 경찰관들은 동성애자들을 거리에서 쫓아내라는 명령을 받았다. 결국 전선은 1976년 6월 정치적 탄압으로 해체되었다. 일부는 유럽이나 다른 라틴 아메리카의 나라로 도망쳤지만, 많은 이들이 더러운 전쟁 동안 고문, 실종, 살해 당하였다.

## 결성
누에스트로 문도의 설립자였던 엑토르 아나비타르테는 FLH이 1971년 8월 페페 비앙코의 집에서부터 시작되었다. 비앙코는 동성애자 권리를 위해 운동을 하는 사람은 아니었으나, 자택이 누에스트로 문도의 모임을 할 수 있는 장소로 사용되는 것을 동의하였으며, 누에스트로 문도가 작성한 글들을 영어로 번역하여 북아메리카에서 활동하는 단체들이 읽을 수 있도록 도와주었다. 저서 《아르헨티나 동성애자의 역사》(스페인어: Historia de la homosexualidad en Argentina)의 저자 오스발도 바산은 비앙코가 어머니와 함께 살았기 때문에 만남을 실질적으로 온세(스페인어: Once)에 위치한 블라스 마타모로의 아파트에서 이루어졌다고 저술하였다. 해당 만남에서 부에노스아이레스 대학교에서 사회학을 배우는 대학생들이 누에스트로 문도의 대부분을 차지하였다. 당시 FLH의 일원이었던 사람들은 엑토르 아나비타르테, 블라스 마타모로, 후안 호세 세브렐리, 마누엘 푸이그, 후안 호세 에르난데스 등이 있었다. 학생 단체였던 에로스를 통해 FLH에 가입한 네스토르 페를롱헤르는 이후 FLH의 핵심 인물이 됐다.

## 구성 및 이념
동성애 해방 전선 결성 직후, 단체원들은 지도부를 없애는 대신 권위주의를 지양하고 가부장적인 구조를 연상시키지 않는 구조를 가진 아나키즘적 조직을 결성하였다. FLH 내 서로 다른 그룹은 서로 반자율적이고 개별적으로 운영되었지만 행동을 도모하고 문서의 내용을 공유하기 위해 접촉은 유지하였다. FLH에 대한 정보 제공을 위해 개인 주택에서 대규모의 정보 회의가 열렸고, 정치 강령에 대한 설명을 듣고난 후 관심을 가지게 된 사람들은 FLH를 구성하는 다른 그룹으로 옮겨갈 수 있는 인식 단체인 알보라다에 가입할 수 있었다.
FLH의 모든 그룹은 1972년 5월에 제정된 동성애 해방 전선 기본 합의(스페인어: Puntos Básicos de acuerdo del Frente de Liberación)에 동의하였다. 합의에는 "동성애자들은 사회, 문화, 도덕 그리고 법적으로 억압을 받고 있다. 동성애자들은 조롱을 당하고 소외당하며, 일부일처제인 이성애자 사회의 잔인하게 강요된 부조리에 시달린다."와 "이러한 억압은 번식을 성의 유일한 목표로 여기는 사회 체계에서 비롯된다."처럼 당시로서는 진보적인 사상의 내용을 담고 있었다. 많은 FLH의 분파들이 급진적인 입장을 취했으며, 모든 형태의 억압이 상호적으로 얽혀있다고 생각하여 성소수자의 권리 뿐만 아니라 여성의 권리, 노동권 옹호, 그리고 반민주주의와 반자본주의를 지지하였다. 마르크스주의와 여성주의는 FLH의 정치적 핵심 요소였고, 동성애자들은 가부장제에 맞서기 때문에 체제 전복적인 성격을 띤다고 생각했다. 흑표당 또한 FLH에 영감을 주었으며, 후안 호세 에르난데스는 미국에 있는 친구가 보낸 흑표당의 출판물들을 그룹에 제공하여 페페 비앙코가 스페인어로 번역하였다.
동성애 해방 전선은 존재 기간 내내 비밀스럽게 행동하였다. 잡지 파노라마가 1972년 단원 중 두 명을 인터뷰하였을 때, 두 사람은 스키 마스크를 착용해 얼굴을 가렸고, 얼굴을 가린 이유를 포함해 단체의 비밀스러운 행동은 자신들이 직면한 박해 때문이라고 설명하였다.

### 그룹
동성애 해방 전선은 10개 이상의 그룹이 존재하였다. 누에스트로 문도, 에로스, 알보라다, 작가들이 모여있던 프로페시오날레스는 결성 초기에 만들어져 있었다. 레즈비언으로 구성된 사포(스페인어: Safo)와 기독교 단체인 에마누엘은 FLH가 만들어진 후 생겨났다. 하나의 가톨릭 단체, 하나의 개신교 단체가 있었으며 제3세계주의(영어: Third-Worldism) 단체도 존재했다. 반데라 네그라는 아나키즘을 반대하는 에로스에서 분리되어 FLH 내 아나키스트 집단이 되었다.
FLH 내부에서는 프로페시오날레스와 에로스 사이 지성주의와 전투주의 사이의 긴장이 존재하였다. 후안 호세 세브렐리는 에로스의 행동 욕구가 이론과 사상에 대한 논의를 방해한다고 주장하였다.

## 페론주의와의 관계
동성애 해방 전선의 반권위주의에도, 1973년에 페론주의가 부상하면서 많은 단원들이 페론주의 좌파에 관심을 가졌다. 네스토르 페를롱헤르가 이끄는 에로스를 포함하여 많은 젊은 FLH 회원이 페론주의와 FLH 사이의 연관성이 바람직하다고 생각했다. FLH 내 또 다른 분파는 페론주의를 불신하기도 했는데, 후안 페론 치하의 제1차 및 제2차 정부가 아르헨티나 역사상 동성애자들을 가장 많이 체포하고 경찰 습격으로 탄압하였기 때문이다. 트리앙굴로 로사(스페인어: Triángulo Rosa)의 일원이었던 후안 호세 세브렐리는 FLH가 페론주의와 관계를 형성하면 안 된다고 생각하여 FLH를 탈퇴하였다.
1973년 5월 엑토르 호세 캄포라가 취임하면서 FLh는 페론주의 행진곡의 가사인 "사랑과 평등이 사람들 사이에서 지배될 수 있도록 – 정치범에 대한 자유를"(스페인어: Para que reine en el pueblo el amor y la igualdad – Libertad a los presos políticos)를 바탕으로 한 대형 현수막을 내걸었다.{{Sfn|Bazán|2010|p=354} 캄포라가 대통령이 된 후 두 달 동안은 동성애자들에 대한 경찰의 탄압이 사실상 중단되면서 이 기간 페론주의가 FLH 내에서 더욱 인기를 끌었으며, 친페론주의 세력이 더욱 강화됐다. 결과적으로 FLH는 페론주의 지도다들과 정부와 대화를 시작했으며, 이 기간 FLH의 초점은 공공 정책에 영향을 끼치려는 시도의 로비였다.
1973년 6월 20알 페론이 아르헨티나로 돌아왔을 때 FLH의 단원들이 일부 참여하기도 했다. 에세이사 학살로도 불리던 해당 사건 당시 FLH와 에로스가 서명한 팸플릿을 나누어주었고, FLH가 페론주의와 페론을 지지한다고 쓰인 현수막을 들고 다녔다. 그러나 FLH 내 페론주의를 지지해야 한다는 완전한 의견 일치가 이루어지지 않았으며, 또한 이 행사에 단원들이 에세이사에 참석해야 한다는 의견도 없었다.
좌파 페론주의와 혁명 좌파는 동성애 혐오자로 FLH에 접근하려고 하지 않았으며, 좌파들은 동성애가 자본주의 치하 도덕적 퇴화의 반혁명적인 산물이자, 혁명이 끝나면 문맹이나 실업 등의 문제와 같이 사라질 것이라는 데 의견을 지지하였다. 다른 좌파 단체들이 캄포라의 취임식과 페론의 귀환에서 모두 FLH를 제외시켰고, 다른 단체들 또한 FLH 시위대와 몇 미터가량 떨어져 있었다. 안토니오 카피에로는 2009년 FLH 시절 동성애자들이 정의당의 일원으로서 수배되지 않았다는 사실을 인정하였으며, FLH 활동가들이 엑토르 호세 캄포라의 고문들을 만나고 캄포라가 집권하면 동성애자들이 재활 캠프에서 치유될 수 있다고 말하였다고 밝혔다.
FLH의 단원들은 잡지 아시의 1973년 7월호에 실린 인터뷰에서 좌파 페론주의에 대한 호감을 드러냈다. 대령이었던 호르헤 오신데는 이를 이용해 페론주의 좌파 단체인 페로니스트 유스와 몬토네로스가 마약 중독자들이자 동성애자들이라고 비난하는 포스터를 붙이는 등 신용을 떨어뜨렸다. 몬토네로스와 페로니스트 유스는 모두 동성애를 혐오하는 반응을 보였고, 시위에서 남창이라는 의미의 경멸적인 용어인 푸토스(스페인어: Putos)와 약물 중독자를 비꼬는 팔로페로스(스페인어: Faloperos)가 아니라는 구호를 사용하기 시작하였다.
1974년, 다시 집권한지 4개월이 지난 후 페론은 성적인 억압을 담당하는 도덕 단체를 다시 만들었다. 동성애자에 대한 억압과 탄압은 이전의 수준을 넘어섰으며, 아르헨티나 반공 동맹이 활성화되었다. 이에 1974년 말 FLH는 페론주의를 완전히 버렸다.

## 매체
1972년 8월, 동성애 해방 전선에 관한 첫 인터뷰가 잡지 파노라마에 "동성애자, 은밀한 목소리"(스페인어: Homosexualidad, las voces clandestinas)라는 이름으로 게재됐다. 인터뷰는 스키 마스크로 얼굴을 가린 두 FLH 대원과 진행되었다. 인터뷰에서 두 사람은 당시 진행 중이던 정치적 탄압을 비난하고 동성애에 관한 여러 유사과학 디벙크를 드러냈으며, FLH가 다른 좌파 단체와 협력할 의지와 관심이 있다고 밝혔다. 추가로 마초를 파시즘에 비유하며 "가정의 파시즘"이라고 묘사하였다. 파노라마는 FLH를 선정적으로 다루었으며, 당시 아르헨티나 게릴라 그룹 사이의 유사성을 강조했다.
1972년 9월, FLH는 단원들이 벽에 "레즈비언이여, 당신은 혼자가 아니다"(스페인어: Lesbiana no estás sola)라는 문구를 쓰다가 경찰관들에게 공격을 당했다는 보도 자료를 냈다. 해당 성명에서 전선은 경찰의 침략을 비난하였으며, 크로니카와 라 오피니온 등 많은 언론이 이를 보도했다.
FLH 단체원들은 잡지 아시(스페인어: Así)의 1973년 7월호 인터뷰를 하였으며, 제목은 "아르헨티나 동성애자에 대한 두려움과 욕망"(스페인어: Temores y deseos del homosexual argentino)이라고 붙여졌다. 인터뷰에는 FLH가 좌파 페론주의와 관련이 있다고 밝혔다. 1973년 9월호 1면에서 FLH는 정의당을 지지하였다.
FLH이 마지막으로 매체에 등장한 것은 1976년 2월 11일 크로니카에 "이상한 시위: 동성애자들이 박해를 당했다고 호소한다"(스페인어: Extraña protesta: Homosexuales se quejan de persecución)라는 기사였다. 이후 FLH는 정치적 탄압으로 인해 사실상 해체 상태에 이른다.

## 출판물
"당신을 억압하고 착취하는 제도가 우리를 차별하는 것이다."
FLH가 1973년 사용한 슬로건
1972년, 정부에 대한 대중의 불만을 이용하기 위해 동성애 해방 전선은 색종이로 만든 전단지를 공공 장소에 보이게 하는 프로파간다를 시작하였다. 각 전단지는 눈길을 끄는 모양으로 잘라져 있었으며, 표어와 함께 주먹을 지켜든 모습이 있었다. 캠페인의 목표는 동성애자에 대한 억압을 정치적 억압과 동일시해 동성애자에 대한 공감을 촉진시키는 것이었다.
197년 5월 엑토르 호세 캄포라의 취임식 때 FLH 단원들이 들었던 현수막에서 볼 수 있듯, FLH가 제작한 배너, 전단지 및 기타 매체들은 모두 일정하거나 균일하지 않은 대문자를 사용했다.

### 오모섹수알레스
1973년 9월, 동성애 해방 전선은 동성애자라는 의미인 신문 오모섹수알레스(스페인어: Homosexuales)를 5천 부 발행하였다. 대중들이 소비할 수 있도록 만들어진 신문은 정부 관료들과 운동가들 사이에 유통되었으며, 일부 신문 가판대에 걸리기도 하였다. 신문에 실린 기사는 FLH와의 협력에 관심이 있는 정파들에게 호소를 하는 것이자 가장 인기 있었던 동성애 혐오 수사를 대응하기 위해 만들어졌다.
오모섹수알레스는 FLH에 대한 설명으로 시작됐다. 프로페시오날레스는 메소포타미아의 동성애 역사에 대해 언급하고 당시에는 동성애가 억압받지 않았다고 주장한 기사 하나와 마초와 자본주의 사이의 연관성을 나타낸 기사까지 총 두 편을 썼다. 한 섹션에서는 킨제이 보고서와 동성애는 인류 역사 전반에 걸쳐 불가피하면서도 자연스러운 것이라고 주장한 기사가 실렸다. 또한 후안 페론의 귀환으로 에세이사에서 배포된 전단을 복사한 것과 아르헨티나 내무부에 반동성애 규정을 폐지해달라는 성명, 북미 단체에 관한 3편의 기사도 포함되었다. 하나는 가톨릭 동성애자 집단이 쓴 기사로 일반적인 비판으로부터 가톨릭 교회를 옹호하면서도 교회의 진보적인 발전을 호소하려고 시도했다. 나머지 2편은 모두 미국 흑인 단체였으며, 동성애를 옹호하거나 지지 않는 혁명가들을 비난하는 흑인 동성애자 단체의 전단과 흑표당의 편지도 포함됐다.

### 소모스
동성애 해방 전선은 1973년 12월부터 1976년 1월까지 "우리는"이라는 의미의 소모스(스페인어: Somos)라는 제목의 잡지를 500부 발행하였다. 1975년 12월과 1976년에 발행된 마지막 호는 양이 이전보다 적었지만 소모스는 비밀리에 노동자 사회당의 사무실에서 인쇄됐다. 동성애자가 아닌 사람들이 읽기 위해 만들어진 오모섹수알레스와는 달리 소모스의 타겟 독자는 철저히 동성애자였다. 또한 FLH가 이전에 발행한 출판물은 오직 글만이 있었지만, 소모스는 삽화를 싣기도 했다.
소모스의 창간호에는 아래의 메시지가 들어있었다.
한때 우리들 중 몇몇은 어떠한 장소를 꿈꾸었다. 그 장소란 개방적이고 넓은 장소였다. 그곳에는 자유라고 불리는 길이 존재한다. 사람들은 서로를 착취하는 대신 서로를 사랑하였다. 아무도 공격을 하지 않았다. 모두가 원하는 사람들과 사랑을 나누었기 때문이다. (중략) 아무도 다른 사람들이 만들어 낸 것을 유지하려고 하지 않았다.
소모스는 성적 자유에 관한 유토피아적 메시지 외에도 자본주의, 가부장제, 이성애, 쿠바의 동성애자들에 대한 비판을 실었으며, 아르헨티나 페미니스타 유니온 등 FLH와 관계된 외부 단체들의 메시지도 게재하였다. 기사에는 외국의 동성애 단체들의 소식과 1954년 부에노스아이레스 경찰의 대대적인 습격, 중세 시대 기간에 소도미법으로 기소된 사람들에 대한 네 가지 법적 조치 등 역사적 사건들이 있었다. FLH와 소모스는 다른 동성애 운동이나 단체와는 대조적으로 고대 그리스에서는 동성애가 받아들여지거나 장려됐다고 생각하지 않았다.
1974년에 출간된 소모스의 세 번째 호에서는 동성애 정체성에 대한 자부심을 아래와 같이 주장했다.
다른 억압받는 집단들과 마찬가지로 동성애자들은 일반적으로 만족스러운 정체성이 결여되어 있다. (중략) 그러므로 우리는 먼저 질병이나 열등감이나 이상(異常)으로부터 자유로운, 다른 누구와도 같은 권리를 가진 인간으로서의 우리의 상태를 생각하며 동성애적 정체성을 구축해야 한다. 그리고 두 번째로 우리는 우리가 느끼도록 만든 엄청난 수치심과 죄책감을 털어버려 동성애자임을 당당히 증명하여야 한다.
잡지에는 추가로 성병에 대한 치료 방법에 대한 섹션이 존재했다. 이후에 발행된 호들에는 저널리즘적인 성격이 많이 얕아지고 문화적인 부분을 담게 되었으며, 체포와 감옥에서의 경험에 대한 1인칭 시점의 이야기를 다룬 기사들, 시와 예술이 포함됐다. 많은 기사들이 지역 사회 내 속어를 사용하기 시작하였다. 예컨대 4호에서는 펠라티오와 항문 성교를 일컫는 수백 가지 은어로 바스락거리기(스페인어: hacer el frufrú), 국수 먹기(스페인어: tirar del fideo) 등이 소개됐다.
소모스의 마지막 호인 6호는 1976년 1월 출판되었으며, 정치적 아래 운영되던 FLH의 악화가 반영되어 이전보다 페이지 수가 짧았다.

## 해체
1974년 페론이 사망하고 이사벨 페론이 대통령직을 승계받으며 동성애 해방 전선의 회원 수는 우익 준군사조직의 공격 증가로 100명가량에서 12명 정도로 줄어들었다. 호세 로페스 레가는 동성애자들을 말살하라는 지시를 내렸으며, 국제적 마르크스주의로 인해 FLH가 더욱 숨어서 활동하면서 가시성이 증가하였다고 언급하였다. 몇 달 후인 1976년 3월, 아르헨티나에서 개최될 1978년 FIFA 월드컵을 준비하기 시작하면서 경찰관들은 "동성애자들을 거리에서 쫓아내라"라는 명력을 받았다. 1976년 6월 아르헨티나 쿠데타 이후 극심한 정치적 탄압으로 FLH는 해체되었다. 많은 단체원들이 더러운 전쟁 동안 고문을 당하거나, 실종이나 살해를 당했으며, 일부는 유럽이나 다른 라틴 아메리카의 나라로 도망하였다.

### 참고 자료
- Bazán, Osvaldo (2010). 《Historia de la homosexualidad en la Argentina: de la conquista de América al siglo XXI》 [History of homosexuality in Argentina: from the conquering of America to the 21st century] Seco판. Buenos Aires: Marea Editorial. 340–355쪽. ISBN 978-987-1307-35-7. OCLC 173722078.
- Ben, Pablo; Insausti, Santiago Joaquin (2017년 4월 27일). “Dictatorial Rule and Sexual Politics in Argentina: The Case of the Frente de Liberación Homosexual, 1967–1976”. 《Hispanic American Historical Review》 (영어) 97 (2): 297–325. doi:10.1215/00182168-3824077. ISSN 0018-2168. S2CID 85560297.
- Brown, Stephen (2002). “"Con discriminación y represión no hay democracia": The Lesbian Gay Movement in Argentina”. 《Latin American Perspectives》 29 (2): 119–138. doi:10.1177/0094582X0202900207. ISSN 0094-582X. JSTOR 3185130. S2CID 9046161.
- Domínguez Ruvalcaba, Héctor (2016). 《Translating the Queer: Body Politics and Transnational Conversations》. London: Zed Books. ISBN 978-1-78360-293-3. OCLC 944087265.
- Encarnación, Omar G. (2011). “Latin America's Gay Rights Revolution”. 《Journal of Democracy》 22 (2): 104–118. doi:10.1353/jod.2011.0029. ISSN 1086-3214. S2CID 145221692 – Project MUSE 경유.
- Encarnación, Omar (2016). 《Out in the Periphery: Latin America's Gay Rights Revolution》. Oxford University Press. ISBN 9780190469726.
- Encarnación, Omar G. (2018). “A Latin American Puzzle: Gay Rights Landscapes in Argentina and Brazil”. 《Human Rights Quarterly》 40 (1): 194–218. doi:10.1353/hrq.2018.0007. ISSN 1085-794X. S2CID 149302648 – Project MUSE 경유.
- González, Miguel (2015). “Sexo y Revolución. El Frente de Liberación Homosexual y la moral burguesa.” [Sex and Revolution. The Homosexual Liberation Front and bourgeois morality.]. 《Jornada Interescuelas de Historia》 (스페인어)  – Academia.edu 경유.
- Insausti, Santiago Joaquin (2019). “Una historia del Frente de Liberación Homosexual y la izquierda en Argentina.” [A history of the Frente de Liberación Homosexual and the left in Argentina]. 《Revista Estudos Feministas》 27 (2). doi:10.1590/1806-9584-2019v27n254280. ISSN 1806-9584. S2CID 199172795 – SciELO 경유.
- Modarelli, Alejandro (2009년 3월 20일). “Víctimas sin nombre” [Nameless victims]. 《Página/12》 (스페인어). 2021년 9월 25일에 확인함.
- Moscoso Cadavid, Javier Martín (2011). “Somos: representaciones de "nosotros" y "ellos" en la revista del F.L.H” [Somos: representations of "us" and "them" in the magazine of the F.L.H.]. 《Jornadas de Jóvenes Investigadores》 (Instituto de Investigaciones Gino Germani, University of Buenos Aires)  – Acta Académica 경유.
- Shaffer, Andrew (2012년 12월 14일). 《The Lavender Tide: LGBTQ Activism in Neoliberal Argentina》 (학위논문). University of San Francisco.
- Simonetto, Patricio (2014년 6월 30일). “Imagen, estética y producción de sentido del Frente de Liberación Homosexual (1967–1976)” [Image, aesthetics and production of meaning of the Frente de Liberación Homosexual (1967-1976)]. 《Corpus》 4 (1). doi:10.4000/corpusarchivos.709. ISSN 1853-8037. S2CID 160892560.

## 추가 문헌
- Simonetto, Patricio (2014). “Imagen, estética y producción de sentido del Frente de Liberación Homosexual (1967–1976)” [Image, aesthetics and production of meaning of the Frente de Liberación Homosexual (1967-1976)]. 《Corpus》 4 (1). doi:10.4000/corpusarchivos.709. ISSN 1853-8037. S2CID 160892560.
- Simonetto, Patricio (2020년 6월 12일). “La otra internacional. Prácticas globales y anclajes nacionales de la liberación homosexual en Argentina y México (1967–1984)” [The Other Internationale. Global Practices and National Anchors of Homosexual Liberation in Argentina and Mexico (1967-1984)]. 《Secuencia》 (107). doi:10.18234/secuencia.v0i107.1697. ISSN 2395-8464. S2CID 226491548.
- Simonetto, Patricio (2017). 《Entre la injuria y la revolución: El Frente de Liberación Homosexual. Argentina, 1967–1976》 [Between Injury and Revolution: The Frente de Liberación Homosexual. Argentina, 1967-1976] (PDF) (스페인어). Bernal: Universidad Nacional de Quilmes. ISBN 978-987-558-419-8.
- Cid, Jorge (2020). “Formulación poética de la persecución y el activismo: Néstor Perlongher en el Frente de Liberación Homosexual argentino.” [Poetic formulation of persecution and activism: Nestor Perlongher in the Argentine Frente de Liberación Homosexual]. 《Nomadías》 (유럽 스페인어) (29): 155–180. doi:10.5354/0719-0905.2021.61060 (년 이후로 접속 불가 2022-05-01). ISSN 0719-0905.